# برجیت لاندی پین
[[پرونده:|بندانگشتی|بازیگر آمریکایی]]
برجیت لاندی پین (به انگلیسی: Brigette Lundy-Paine) (زاده ۱۹۹۳) بازیگر آمریکایی است. او برای نقش خود را در سریال آتیپیک شناخته شده‌است.

## فیلم‌شناسی

### فیلم
| سال  | عنوان        | نقش            | یادداشت |
| ---- | ------------ | -------------- | ------- |
| ۲۱۵  | مرد بی‌منطق   | دانشجو زرنگ    |         |
| ۲۰۱۷ | قلعه شیشه ای | مورین وال      |         |
| ۲۰۱۷ | عروسی وایلد  | لارا           |         |
| ۲۰۱۷ | کوچک سازی    | ماریته         |         |
| ۲۰۱۸ | نقطه عمل     | چهار انگشت آنی |         |

### تلویزیون
| سال  | عنوان                | نقش         | یادداشت |
| ---- | -------------------- | ----------- | ------- |
| ۲۰۱۶ | مارگوت در مقابل لیلی | مارگوت      | ۸ قسمت  |
| ۲۰۱۷ | غیرمعمولی            | کیسی گاردنر | ۸ قسمت  |